# فرنتس مزو
فرنتس مزو (مجاری: Ferenc Mező؛ ۱۳ مارس ۱۸۸۵ – ۲۱ نوامبر ۱۹۶۱) شاعر اهل مجارستان بود.
از افتخارات وی میتوان به کسب مدال طلا آثار حماسی در بخش مسابقات هنری بازی‌های المپیک تابستانی ۱۹۲۸ اشاره کرد.